# Viettesia transversa
Viettesia transversa là một loài bướm đêm thuộc phân họ Arctiinae, họ Erebidae.